# Schaal van Fujita
De kracht van tornado's wordt geclassificeerd met de zogenoemde Fujita schaal, een schaal die loopt van F0 tot F5. Deze schaal werd in 1971 door de Japanse meteoroloog en natuurkundige Ted Fujita opgesteld. Hij baseerde de schaal op de optredende schade in de kern van de tornado gekoppeld aan de maximaal optredende en mogelijke windsnelheden.
Deze schaal is nu verouderd. In plaats daarvan wordt sinds 1 februari 2007 de Enhanced Fujita Scale (EF Scale) gebruikt. Bij deze schaal wordt rekening gehouden met de kwaliteit van bouwconstructies. Ook heeft men gevonden dat lagere windsnelheden al de door de schaal gedefinieerde schade veroorzaken.
Een overzicht met een vergelijking van de F en EF schalen:
| Nieuwe schaal Windsnelheid (geschat) | Nieuwe schaal Windsnelheid (geschat) | Nieuwe schaal Windsnelheid (geschat) | Oude schaal Windsnelheid (geschat) | Oude schaal Windsnelheid (geschat) | Oude schaal Windsnelheid (geschat) | Omschrijving        | Voorbeeld van schade |
| Klasse                               | mph                                  | km/h                                 | Klasse                             | mph                                | km/h                               | Omschrijving        | Voorbeeld van schade |
| ------------------------------------ | ------------------------------------ | ------------------------------------ | ---------------------------------- | ---------------------------------- | ---------------------------------- | ------------------- | -------------------- |
| EF0                                  | 65–85                                | 105–137                              | F-0                                | 40–72                              | 64–116                             | Lichte schade       | EF0 damage example   |
| EF1                                  | 86–110                               | 138–178                              | F-1                                | 73–112                             | 117–180                            | Matige schade       | EF1 damage example   |
| EF2                                  | 111–135                              | 179–218                              | F-2                                | 113–157                            | 181–251                            | Aanzienlijke schade | EF2 damage example   |
| EF3                                  | 136–165                              | 219–266                              | F-3                                | 158–206                            | 252–332                            | Ernstige schade     | EF3 damage example   |
| EF4                                  | 166–200                              | 267–322                              | F-4                                | 207–260                            | 333–417                            | Zeer zware schade   | EF4 damage example   |
| EF5                                  | >200                                 | >322                                 | F-5                                | 261–318                            | 418–511                            | Catastrofaal        | EF5 damage example   |